# Coelogyne tumida
Coelogyne tumida é uma espécie de orquídea epífita, família Orchidaceae, originária do oeste de Java.